# Zdeněk Sova
Zdeněk Sova (25. ledna 1919, Praha – 21. října 2005) byl český fotbalista, útočník.

## Fotbalová kariéra
V československé lize hrál za SK Slavia Praha a SK Olomouc ASO. Gól v lize nedal. Se Slavií získal v roce 1940 ligový titul.

## Ligová bilance
| Ročník               | Zápasy | Góly | Klub            |
| -------------------- | ------ | ---- | --------------- |
| Národní liga 1939/40 | 1      | 0    | SK Slavia Praha |
| Národní liga 1942/43 | -      | 0    | SK Olomouc ASO  |
| Národní liga 1943/44 | -      | 0    | SK Olomouc ASO  |
| CELKEM               |        | 0    |                 |